# Mevlevije
Mevlevije (tur. Mevlevi, mn. Mevleviler; takođe Mevlevilik) su sledbenici, derviši, Mevlevi tarikata, sufi reda koji je osnovao Mevlana Dželaludin Rumi.
Pripadnike ovog reda ponekad na zapadu nazivaju "vrteći derviši", jer se dео njihovog duhovnog ostvarivanja sastoji od plesa u kojem se oni okreću uz muziku frula, bubnjeva i melodije ilahija. Obučavanje derviša mevlevijskog reda obuhvata vеžbe plesa u kojima derviš prva dva nožna prsta desnog stopala pričvrsti za pod, a zatim se okreće oko njih.
Ples je postao formalni dio mevlevijskog metoda s Rumijevim naslednikom, njegovim sinom Veledom. Za vrijeme mevlevijskog plesa (sema), srvena se ovčija kožica stavlja na pod i simbolizira prisusvo Šemsi Tebrizija, misterioznog lika koji je zapalio Delaludina Rumija svešću o Bogu. Ples traje oko sat vremena.
Mevlevijski je red bio zabranjen u Turskoj, kao i svi sufijski redovi za vrijeme početne sekularizacije države 1925. godine, ali im je kasnije dozvoljeno da se vrate u život Turske. Neke mevlevije izvodili su predstave svoje muzike i plesa na Zapadu.

## Spoljašnje veze
- Архивирано на веб-сајту  (12. јун 2017)